# إميل الغوري
إميل الغوري (1907 – 1984) هو سياسي فلسطيني. درس في مدرسة المطران في القدس، وتخرج في جامعة سينسيناتي الأمريكية بولاية أوهايو سنة 1933، وأصدر في العام ذاته جريدة باسم «الاتحاد العربي» أغلقتها سلطات الانتداب البريطاني بعد تسعة أشهر من صدورها.
التحق بمعهد الحقوق في القدس ونال “دبلوم حقوق”. كان الغوري أمينًا للجنة العربية العليا، كما كان أمينًا عامًا للحزب العربي الفلسطيني.
مَثَّل اللجنة العربية العليا في مايو 1947 أمام الجمعية العامة للأمم المتحدة في دورتها الخاصة بفلسطين مع وفد ضم جمال الحسيني، وهنري قطان وواصف كمال وعيسى نخلة وراسم الخالدي. وبعد النكبة أنتخب سكرتيراً عاماً للمجلس الوطني الفلسطيني ثم أصبح ممثلاً للهيئة العربية في بيروت.
وتقلد بعدها عدداً من المناصب. ثم انتُخب نائباً عن القدس في مجلس النواب الأردني عام 1966. وتقلد وزارة للشؤون الإجتماعية والعمل، ووزارة شؤون الرئاسة في الحكومة الأردنية عامي 1969م و1971م.